# 博爾區
博爾區是塞爾維亞東部的行政区，行政中心为博尔。该区北、東為多瑙河圍繞，並與羅馬尼亞和保加利亞 （部份接壤）相望。行政区面積为3,507平方公里，2022年人口数量为101,100人。

## 城市和市镇
博尔区的范围包括一个城市和3个市镇：
- 博尔（城市）
- 克拉多沃
- 馬伊丹佩克
- 內戈廷